# Oxylamia ochreostictica
Oxylamia ochreostictica là một loài bọ cánh cứng trong họ Cerambycidae.